# Sels Kruschen
Les sels Kruschen désignent un produit pharmaceutique connu en France dans les années 1920 et 1930. À base de chlorure de sodium, le produit sert à prévenir les crampes dues à la chaleur causées par une transpiration excessive. Il est aussi préconisé contre les maux de ventre. Sa vente est encouragée par sa publicité amusante et originale.

## Origine
Les Sels Kruschen sont la propriété de l’entreprise E. Griffiths Hughes Limited, société pharmaceutique britannique basée à Manchester qui les diffuse avec les Pilules Pink, l’Hépascol François, la Vasculose Cocset, et le Digestif Rennie, à grand renfort de publicité. La marque est exploitée en France par la Compagnie d’exploitation des grandes marques (CE GM) par le pharmacien Olivier Gaudin, 

## Mentions
Le produit est cité dans différents romans.
George Orwell, dans Une histoire Birmane, identifie dans les années 1920 « des flacons de sels Kruschen » sur un étal du bazar birman de la ville fictive de Kyauktada.
Albert Camus, les mentionne dans son roman L’Étranger publié en 1942,.
On les trouve aussi chez l’auteur britannique Dorothy L. Sayers dans son œuvre Trop de témoins pour Lord Peter de 1926. 
Romain Gary y fait également référence dans son roman Chien Blanc. Il compare le grand-père, ancien shérif, venu récupérer avec ses deux petits enfants Batka au personnage de la publicité des sels Kruschen. Il lui donne d'ailleurs le sobriquet de grand-père Kruschen. Avec son nom d’une apparence orthographique allemande ou alsacienne, il était pourtant un produit britannique. Dans le numéro du 16 juin 1916 de l’hebdomadaire illustré The Graphic, une publicité à la page 773 le vante comme « entirely British for 160 years » (« entièrement britannique depuis 160 ans »). 
Un bel exemple de la publicité sels Kruschen qui couvre toute une page se trouve aussi dans le magazine Punch du 29 août 1923.

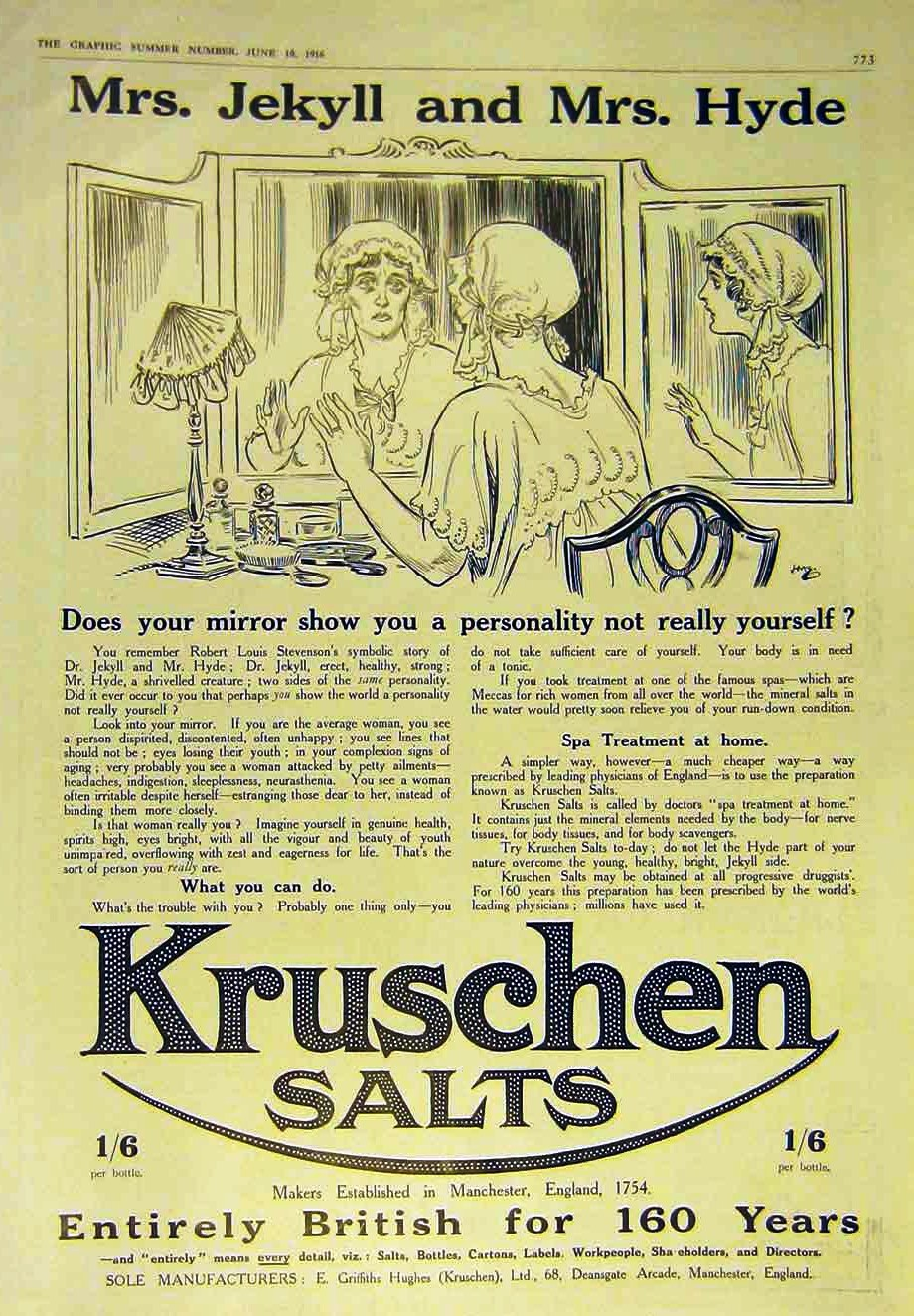
Publicité pour les Sels Kruschen de 1916 qui affirme que c'est un produit entièrement britannique depuis 160 ans

La popularité du produit a donné en outre une chanson avec le titre That Kruschen Feeling dont le refrain dit : « I’ve got that Kruschen feeling over me, I feel like Tarzan, I could climb a tree. » (« Je me sens pénétré du sentiment Kruschen, je me sens comme Tarzan, je voudrais grimper sur un arbre. ») 
En Espagne, on trouve des exemples de la publicité de « Sales Kruschen » dans le magazine Blanco y Negro.
La publicité des sels Kruschen fait des promesses de santé considérées comme exagérées, des promesses de jeunesse et de bien-être quasiment éternels bien qu’il s’agisse seulement d’un produit contre les effets de la constipation. On en trouve des exemples, accessibles sur Internet, dans les journaux La Croix et Le Petit Dauphinois :
« Les merveilleux résultats que mon père a obtenus avec les sels Kruschen. On devrait réellement les appeler Sels Miracle. Il a 92 ans, et il se porte comme un charme. » (La Croix du 9/12/1932)
« Les Sels Kruschen m'ont rendu toutes mes forces et ma santé » / « Vous retrouverez alors tout naturellement votre entrain et votre santé. » (La Croix du 20/6/1933) 
« Vous pouvez, si vous le voulez, connaître un regain de jeunesse, de vitalité et d’entrain. Ajoutez simplement, chaque jour, à votre café ou à votre thé matinal, une petite dose de Sels Kruschen. » (Le Petit Dauphinois du 1/1/1937)
« Alors un sang pur coulera de nouveau dans vos veines et tout vous semblera facile, comme lorsque vous étiez beaucoup plus jeune. » / « Kruschen vous rajeunira de vingt ans en vingt jours. » (La Croix du 4/2/1937)
« Voilà le portrait d’un homme heureux. Toujours prêt à rendre service, jamais las, jamais fatigué, il possède une vitalité, un entrain que pourraient lui envier bien des jeunes gens. » (Le Petit Dauphinois du 23/3/1937)
Souvent ces textes sont accompagnés d’un dessin qui montre un vieillard en pleine forme.
Un autre exemple se trouve dans un livre d’Alexandre Blondeau  (selon lequel il y en a d’ailleurs encore bien d’autres où l’on voit des „vieillards en pleine forme parce que ‚Kruschennés‘ et qui, soit bêchant avec une vigueur de jeune homme dans leur jardin, soit pour descendre plus vite d'un escalier, le font à califourchon sur la rampe. ») 
Dès 1934, on trouve une référence aux sels Kruschen dans un article de Je suis partout qui commente un discours d’André Gide avec les mots suivants : « Cela évoque irrésistiblement les confessions des miraculés des pilules Pink et des sels Kruschen. » 
En France, « Kruschen » se prononce [kʁy'ʃɛn] , à en juger par l’enregistrement fait en avril 1954 par Camus lui-même pour une diffusion radiophonique. Il faut supposer qu’en 1942, date de la publication de L’Étranger, les Sels Kruschen, en tant que produit d’origine britannique, ne sont plus en vente dans le France  vichyste, mais restent encore présents dans la mémoire collective. 
Dans les éditions de la Bibliothèque de la Pléiade des œuvres de Camus, aucune importance n'est accordée au découpage d’une réclame des sels Kruschen  par le protagoniste  Meursault. L’édition de Roger Quilliot  ne contient aucune annotation au sujet des Sels Kruschen tandis qu'André Abbou, dans la nouvelle édition de Jacqueline Lévi-Valensi , se limite à dire qu’il y avait un certain nombre de publicités pour les Sels Kruschen dans les journaux algérois de l’époque.
En 2012, Kruschen est encore une marque enregistrée en Australie,